# Gregor Zünd
Gregor Zünd (* 1959) ist ein Schweizer Herzchirurg, Forscher und Manager. 2016 bis Mai 2023 leitete er als Vorsitzender der Spitaldirektion und CEO das Universitätsspital Zürich.

## Lebenslauf
Nach Abschluss seines Medizinstudiums an der Universität Bern verbrachte er mehrere Forschungsjahre am «Baylor College of Medicine», Texas Medical Center in Houston sowie an den Kliniken für Herzchirurgie am «Children’s Hospital» sowie dem «Brigham and Women’s Hospital» der Harvard Medical School in Boston. Seine Habilitation wurde Zünd 1997 im Fach Herzchirurgie erteilt, danach war er als Oberarzt und Privatdozent an der Klinik für Herz- und Gefässchirurgie am Universitätsspital Zürich tätig und erlangte den Facharzttitel für Herz- und thorakale Gefässchirurgie (FMH). 2001 wurde er zum Abteilungsleiter der Abteilung «Chirurgische Forschung, Departement Chirurgie USZ» gewählt. 2005 folgte die Ernennung zum Managing Director des «Zentrums für Klinische Forschung (ZKF)» am Universitätsspital Zürich und der Universität Zürich und im Folgejahr die Ernennung zum ausserordentlichen Professor ad personam der Universität. 2008 wurde Zünd Direktor «Forschung und Lehre» und Mitglied der Geschäftsleitung am USZ. In dieser Funktion leitete er die Forschungs- und Lehrtätigkeit am USZ und betreute damit die Schnittstellen zur Universität Zürich. Von 2016 bis Mitte 2023 war Zünd Vorsitzender der Spitaldirektion des Universitätsspitals. Während dieser Zeit hat er die Trennung von ambulanter und stationärer Versorgung vorangetrieben, das Milliardenprojekt für die bauliche Gesamterneuerung zur Realisierung gebracht und das Universitätsspital durch Covid-19-Krise gesteuert.
Zünd hat mehrere Start-ups und Spin-offs im Bereich Biotech und Medtech gegründet. Von 2018 bis Ende 2023 war er zudem Mitglied des Aufsichtsrats der Fresenius Medical Care.

## Veröffentlichungen (Auswahl)
- 1. November 2012 Funktionalität, Wachstum und beschleunigte Alterung von lebenden autologen Gefäßtransplantaten  Zünd, G., Kelm, J.M., Emmert, M.Y., Zürcher, A., ..., Hoerstrup, S.P. Biomaterialien • Jahrgang 33, Ausgabe 33
- 1. Januar 2013 Auswertung von Warnungen für kaliumerhöhende Arzneimittelwechselwirkungen Zünd, G., Eschmann, E., Beeler, P.E., Blaser, J. Studium der Gesundheitstechnologie und Informatik • Jahrgang 192, Heft 1–2 • 1. Januar 2013
- 1. März 2020 Ökonomisierung als Chance für das Gesundheitswesen Zünd, G. Praxis • Jahrgang 109, Heft 3[7]